# Lepidostoma pendulum
Lepidostoma pendulum är en nattsländeart som beskrevs av Weaver och Huisman 1992. Lepidostoma pendulum ingår i släktet Lepidostoma och familjen kantrörsnattsländor. Inga underarter finns listade i Catalogue of Life.